# Chełm Gryficki
Chełm Gryficki (phát âm tiếng Ba Lan: [ˈxɛwm ɡrɨˈfit͡skʲi]; tiếng Đức: Holm)  là một ngôi làng thuộc khu hành chính của Gmina Trzebiatów, thuộc hạt Gryfice, West Pomeranian Voivodeship, ở phía tây bắc Ba Lan. Nó nằm khoảng 4 kilômét (2 mi) phía tây Trzebiatów, 18 km (11 mi) phía bắc Gryfice và 84 km (52 mi) về phía đông bắc của thủ đô khu vực Szczecin.
Trước năm 1945, khu vực này là một phần của Đức. Đối với lịch sử của khu vực, xem Lịch sử của Pomerania.
Làng có dân số 32 người.